# Aqueduc national d'Israël

Aqueduc national d'Israël.

L'aqueduc national d'Israël (en hébreu : המוביל הארצי ; en anglais : National Water Carrier of Israel) est le plus grand[réf. souhaitée] projet hydraulique en Israël.
Son but principal est de transférer l'eau du lac de Tibériade, situé dans le nord du pays, vers le centre dont la population est plus importante, puis vers le sud plus aride. Il vise ainsi à permettre un usage plus efficace et mieux répartir l'eau douce dans le pays.